# EC União Suzano
EC União Suzano, beter bekend als ECUS is een Braziliaanse voetbalclub uit Suzano, in de deelstaat São Paulo.

## Geschiedenis
De club werd opgericht in 1993. In 1998 ging de club in de vijfde klasse spelen van het Campeonato Paulista. In 2002 bereikte de club daar de finale om de titel en won deze van Capivariano. Na twee seizoenen promoveerde de club naar de Série A3. De club kreeg hier twaalf strafpunten omdat ze in twee wedstrijden een niet-speelgerechtigde speler opgesteld hadden waardoor ze uiteindelijk op een degradatieplaats belandden. Het volgende seizoen speelde de club terug in de Segunda Divisão, waar nu ook stadsrivaal USAC speelde. In 2010 werd de club derde. Na het seizoen 2015 trok de club zich terug uit de competitie.
De club heeft ook een volleybalafdeling, die een stuk succesvoller is en in 1997 zelfs landskampioen werd.